# Список общевойсковых армий вооружённых сил СССР (1941—1945)
Список общевойсковых армий РККА (1939—1945) вооружённых сил Советского Союза, которые принимали участие в боевых действиях во время Великой Отечественной войны (Второй мировой войны).

## Общая информация
Общевойсковая армия — это крупное оперативное войсковое объединение, состоящее из нескольких соединений и отдельных частей различных видов вооружённых сил, родов войск и специальных войск, предназначенное для ведения военных операций.
Отдельные (ОА), ударные (УдА), гвардейские армии (Гв.А) и Армии фронтов РККА во время Великой Отечественной войны (Второй мировой войны) чаще всего предназначались для выполнения оперативных задач в составе фронтов, а иногда и самостоятельно. В их состав входили управление, несколько соединений и отдельных частей различных родов войск (сил), специальных войск и служб.
За время ВОВ организация армии претерпела ряд изменений. До неё управление армии, численностью 285 человек при 25 легковых, 2 грузовых автомобилях и 4 автобусах, содержалось по штату № 2/12 от 13 сентября 1940 года. В армии имелись командующий войсками армии, его заместители, военный совет и штаб, отделы: политической пропаганды, военно-воздушных сил (ВВС), боевой подготовки, кадров, противовоздушной обороны (ПВО), артиллерийский, автобронетанковый, инженерный, связи, химический, снабжения горючим, интендантский, санитарный, ветеринарный, финансовый, а также подразделения обслуживания. В целом, такой же принцип организации управления армии и сохранился в войну.
Что касается боевого состава, то в 1941 году армии в основном состояли (армейский комплект) из различных (стрелковых, механизированных) корпусов и частично дивизий (стрелковых, танковых), а также артиллерийских и инженерных частей, а также частей ПВО армейского подчинения. В состав армии входила и авиация в виде авиационных дивизий и полков. После начала войны из-за трудностей, связанных с управлением и больших потерь, армии уменьшились и в основном стали представлять собой совокупность 5 — 6 стрелковых дивизий, не объединённых в корпуса. Поздней осенью 1941 года некоторые армии формировались даже не из дивизий, а из стрелковых бригад. В 1942 году в ВС СССР начали процесс постепенного восстановления армий: в ней появилось больше различного вооружения, техники, увеличилось количество отдельных, в том числе, специальных, частей, и корпусное звено было восстановлено. Весной 1942 года армии остались без собственной авиации (за редкими незначимыми исключениями); авиация была выведена из армейского комплекта и сведена в воздушные армии РККА. Увеличивалось количество артиллерии: по общему правилу в армии имелись армейские пушечный, истребительно-противотанковый, зенитный, артиллерийский и миномётный полки (армейская артиллерия). В 1944 году количество вооружения позволило включать в состав армии пушечную артиллерийскую бригаду и отдельный танковый полк. Со второй половины 1944 года армия в основном представляла собой 3 — 4 стрелковых корпуса (7 — 12 дивизий), 3 — 4 артиллерийских и миномётных полка или артиллерийскую бригаду, отдельный танковый полк и части специального назначения.
Армия имела свой номер, исключая Приморскую, которая в двух формированиях имела только территориальное наименование, а также Ленинградскую армию народного ополчения. Предназначенные для наступления на направлении главного удара фронта, наиболее мощные по боевому составу армии осенью 1941 года получили наименование «ударных». 
Одиннадцать армий за мужество и героизм их личного состава получили почётное звание «Гвардейская», и поменяли свои номера.

## Таблица
| Столбец                        | Указано |
| ------------------------------ | --- |
| Наименование                   | Указывается наименование армии. В скобках римскими цифрами может указываться номер формирования, поскольку многие армии формировались неоднократно. Все наименования и формирования приведены по Перечню № 2 управлений общевойсковых, танковых, воздушных и сапёрных армий, армий ПВО, военных округов и органов управлений флотилий, входивших в состав Действующей армии в годы Великой Отечественной войны 1941—1945 гг. В сравнении с указанным Перечнем, в котором указаны только те объединения, которые принимали участия в боевых действиях, добавлены ещё некоторые управления армий, которые не принимали участия в боевых действиях под приведённым наименованием, например 58-я армия 1-го формирования. Под наименованием армии следует понимать не только совокупность войск различного рода, а и управление армии, то есть, управление (штаб, службы и формирования входящие в управление). Состав войск (сил), находящийся под командованием одного управления мог неоднократно меняться (в оперативное подчинение передавались формирования других фронтов, армий, РГК (РВГК), или управление могло существовать вообще без войск (сил), например, находясь в резерве. |
| Дата формирования              | Приводится точная дата формирования (там, где это удалось установить) управления армии. Передача управлению армии войск могла производиться как в момент формирования, так и впоследствии. Как правило, формирование армии происходило через несколько дней, после выхода директивы высшего командования о формировании армии. |
| Основа формирования            | Приводится то воинское формирование, на основе личного состава управления которого проведено формирование управления армии. Формирование управления армии могло производиться заново, за счёт личного состава из различных соединений фронта или округа, где формировалась армия и в этом случае в столбце указывается соответственно фронт или округ. Исключение составляет 57-я армия 1-го формирования, чьё управление было сформировано целиком за счёт управления округа. |
| Боевой путь                    | Приводятся точки начала и окончания боевого пути армии, с приблизительной точностью. Например, некоторые армии, конечной точкой боевого пути которых является Прага, непосредственно в город не вошли, но участвовали в соответствующей операции. Ряд объединений в своём боевом пути дважды проходили одну и ту же местность, один раз отступая, второй раз — наступая (7-я армия — Петрозаводск, 8-я армия — Таллин). Если в столбце стоит пробел, это означает что армия под этим наименованием в боях участия не принимала. |
| Судьба                         | См. главу «Обозначения в таблице» |
| Преемник (штаб)                | Для тех управлений армий, что были переименованы, преобразованы или целиком обращены на формирование другого управления воинским формированием, указан соответствующий преемник в виде управления воинским формированием. |
| Преемник (войска)              | Для тех управлений армий, что были расформированы, переименованы, преобразованы или целиком обращены на формирование другого управления воинским формированием, указано (в тех случаях, где это удалось установить), куда были переданы войска, находившиеся под командованием прекратившего существование штаба. В том случае, если в столбце указан фронт или округ, это означает, что войска поступили в соединения, находившиеся в подчинении фронта или округа. |
| Дата прекращения существования | Указывается дата прекращения существования управления армии под указанным наименованием. При этом надо иметь в виду, что дата прекращения боевых действий управлением армии и дата прекращения существования могут отличаться, поскольку управление армии могло достаточно долго существовать без войск. В тех случаях, когда в столбце стоит пробел, это означает, что данных не удалось установить. |

### Обозначения в таблице
- Знаком  обозначены управления армий, которые имелись в составе вооружённых сил Союза на момент окончания Великой Отечественной войны и принимали участие в боевых действиях. Летом 1945 года достаточное количество управлений армий было расформировано в связи с демобилизацией СССР, но некоторые приняли участие в войне с Японией, в том числе и те, которые не участвовали в боевых действиях в ходе Великой Отечественной войны.
- Знаком  обозначены управления армий, которые за боевые отличия получили почётное звание «Гвардейская» и преобразованы в гвардейские с изменением войскового номера.
- Знаком  обозначены переименованные управления армий, получившие в ходе организационно-штатных мероприятий другой номер и в основном сохранившие личный состав.
- Знаком  обозначены управления армий, чей личный состав в большинстве своём был обращён на формирование управления другим воинским соединением.
- Знаком  обозначены управления армий, которые были расформированы. Это могло происходить как в ходе организационных мероприятий, так и в результате уничтожения управления армии. Некоторые управления армий, например 2-й ударной, 16-й армии 1-го формирования, 33-й армии и некоторых других, также фактически были уничтожены, но по различным причинам официально не расформировывались.

## Управления армий
| Наименование                                             | Дата формирования     | Основа формирования                                                        | Боевой путь                   | Судьба | Преемник (штаб)                  | Преемник (войска)                       | Дата прекращения существования |
| -------------------------------------------------------- | --------------------- | -------------------------------------------------------------------------- | ----------------------------- | ------ | -------------------------------- | --------------------------------------- | ------------------------------ |
| 1-я гвардейская армия (I)                                | 6 августа 1942 года   | 2-я резервная армия                                                        | Сталинград                    |        | Юго-Западный фронт (II)          | 24-я армия (IV)                         | 25 октября 1942 года           |
| 1-я гвардейская армия (II)                               | 5 ноября 1942 года    | 63-я армия (I)                                                             | Сталинград                    |        | 3-я гвардейская армия            | 3-я гвардейская армия                   | 5 декабря 1942 года            |
| 1-я гвардейская армия (III)                              | 8 декабря 1942 года   | 4-я резервная армия                                                        | Сталинград → Прага            |        | -                                | -                                       | Август 1945 года               |
| 1-я Краснознамённая армия                                | 4 сентября 1938 года  | Дальневосточный фронт                                                      | Владивосток → Харбин          |        | -                                | -                                       | -                              |
| 1-я ударная армия                                        | 25 ноября 1941 года   | 19-я армия (II)                                                            | Москва → Курляндия            |        | -                                | -                                       | Сентябрь 1945 года             |
| 2-я гвардейская армия                                    | 2 ноября 1942 года    | 1-я резервная армия (II)                                                   | Сталинград → Кёнигсберг       |        | -                                | -                                       | Сентябрь 1945 года             |
| 2-я Краснознамённая армия                                | 4 сентября 1938 года  | Дальневосточный фронт                                                      | Благовещенск → Цицикар        |        | -                                | -                                       | Декабрь 1945 года              |
| 2-я ударная армия                                        | 25 декабря 1941 года  | 26-я армия (III)                                                           | Волхов → Северная Германия    |        | -                                | -                                       | -                              |
| 3-я гвардейская армия                                    | 5 декабря 1942 года   | 1-я гвардейская армия (II)                                                 | Сталинград → Прага            |        | -                                | -                                       | Июль 1945 года                 |
| 3-я армия                                                | 1 сентября 1939 года  | Витебская армейская группа войск                                           | Гродно → Берлин               |        | -                                | -                                       | Август 1945 года               |
| 3-я ударная армия                                        | 25 декабря 1941 года  | 60-я армия (I)                                                             | Холм → Берлин                 |        | -                                | -                                       | -                              |
| 4-я гвардейская армия                                    | 5 мая 1943 года       | 24-я армия (IV)                                                            | Ахтырка → Вена                |        | -                                | -                                       | Март 1947 года                 |
| 4-я армия (I)                                            | 1 сентября 1939 года  | Бобруйская армейская группа войск                                          | Брест → Пропойск              |        | Центральный фронт (I)            | 13-я армия                              | 26 июля 1941 года              |
| 4-я армия (II)                                           | 1 сентября 1939 года  | 52-я армия (I)                                                             | Волхов → Тихвин → Волхов      |        | -                                | 54-я армия 59-я армия                   | 25 ноября 1943 года            |
| 4-я ударная армия                                        | 25 декабря 1941 года  | 27-я армия (I)                                                             | Осташков → Курляндия          |        | -                                | -                                       | 9 мая 1945 года                |
| 5-я гвардейская армия                                    | 5 мая 1943 года       | 66-я армия                                                                 | Обоянь → Берлин               |        | -                                | -                                       | -                              |
| 5-я армия (I)                                            | 1 сентября 1939 года  | Киевский Особый военный округ                                              | Ковель → Коростень            |        | -                                | Юго-Западный фронт                      | 25 сентября 1941 года          |
| 5-я армия (II)                                           | 11 октября 1941 года  | Можайский укреплённый район                                                | Москва → Харбин               |        | -                                | -                                       | Сентябрь 1945 года             |
| 5-я ударная армия                                        | 9 октября 1942 года   | 10-я резервная армия                                                       | Сталинград → Берлин           |        | -                                | -                                       | Декабрь 1946 года              |
| 6-я гвардейская армия                                    | 1 мая 1943 года       | 66-я армия                                                                 | Обоянь → Курляндия            |        | -                                | -                                       | Март 1947 года                 |
| 6-я армия (I)                                            | 1 сентября 1939 года  | Восточная армейская группа войск                                           | Львов → Умань                 |        | -                                | Южный фронт                             | 10 августа 1941 года           |
| 6-я армия (II)                                           | 25 августа 1941 года  | Резервная армия Южного фронта 48-й стрелковый корпус                       | Днепропетровск → Харьков      |        | -                                | Юго-Западный фронт                      | 30 июня 1942 года              |
| 6-я армия (III)                                          | 25 августа 1941 года  | 6-я резервная армия                                                        | Воронеж → Бреслау             |        | -                                | -                                       | Сентябрь 1945 года             |
| 7-я гвардейская армия                                    | 1 мая 1943 года       | 64-я армия                                                                 | Короча → Прага                |        | -                                | -                                       | -                              |
| 7-я армия                                                | 18 сентября 1940 года | 56-й стрелковый корпус                                                     | Сортавала → Свирь → Сортавала |        | 9-я гвардейская армия            | Резерв Ставки ВГК                       | Январь 1945 года               |
| 8-я гвардейская армия                                    | 1 мая 1943 года       | 62-я армия                                                                 | Славянск → Берлин             |        | -                                | -                                       | -                              |
| 8-я армия                                                | 14 сентября 1939 года | Новгородская армейская оперативная группа                                  | Шяуляй → Таллин               |        | -                                | -                                       | Сентябрь 1945 года             |
| 9-я гвардейская армия                                    | 5 января 1945 года    | 7-я армия                                                                  | Будапешт → Прага              |        | -                                | -                                       | 11 мая 1945 года               |
| 9-я армия                                                | 22 июня 1941 года     | Одесский военный округ                                                     | Кишинёв → Новороссийск        |        | -                                | Северо-Кавказский фронт                 | 6 ноября 1943 года             |
| 10-я гвардейская армия                                   | 1 мая 1943 года       | 30-я армия                                                                 | Ельня → Курляндия             |        | -                                | -                                       | Март 1948 года                 |
| 10-я армия (I)                                           | 1 сентября 1939 года  | Белорусский Особый военный округ                                           | Белосток → Гомель             |        | -                                | 4-я армия (I)                           | Июль 1941 года                 |
| 10-я армия (II)                                          | 1 октября 1941 года   | Южный фронт                                                                | -                             |        | Калининский фронт                | Южный фронт                             | 17 октября 1941 года           |
| 10-я армия (III)                                         | 1 ноября 1941 года    | Приволжский военный округ                                                  | Москва → Могилёв              |        | 2-й Белорусский фронт (II)       | 49-я армия                              | 23 апреля 1944 года            |
| 11-я гвардейская армия                                   | 1 мая 1943 года       | 16-я армия (I)                                                             | Орёл → Кёнигсберг             |        | -                                | -                                       | -                              |
| 11-я армия                                               | 1 сентября 1939 года  | Белорусский Особый военный округ                                           | Вильнюс → Гомель              |        | -                                | 48-я армия 63-я армия                   | 31 декабря 1943 года           |
| 12-я армия (I)                                           | 1940 год              | Киевский Особый военный округ                                              | Станислав → Умань             |        | -                                | Юго-Западный фронт                      | 10 августа 1941 года           |
| 12-я армия (II)                                          | 25 августа 1941 года  | 17-й стрелковый корпус                                                     | Запорожье → Шахты             |        | Туапсинский оборонительный район | 18-я армия                              | 20 сентября 1942 года          |
| 12-я армия (III)                                         | 13 февраля 1943 года  | Резервное управление Черноморской группы войск                             | -                             |        | -                                | -                                       | 27 марта 1943 года             |
| 12-я армия (IV)                                          | 20 апреля 1943 года   | 5-я танковая армия                                                         | Барвенково → Запорожье        |        | -                                | 6-я армия (III)                         | 10 ноября 1943 года            |
| 13-я армия                                               | 24 апреля 1941 года   | Западный Особый военный округ                                              | Минск → Малоархангельск       |        | -                                | -                                       | -                              |
| 14-я армия                                               | 22 ноября 1939 года   | Мурманская армейская группа войск                                          | Западная Лица → Киркенес      |        | -                                | -                                       | 31 июля 1945 года              |
| 15-я армия                                               | 21 июня 1940 года     | Дальневосточный фронт                                                      | Харбин                        |        | -                                | -                                       | -                              |
| 16-я армия (I)                                           | 21 июня 1940 года     | Забайкальский военный округ                                                | Смоленск → Сухиничи           |        | 11-я гвардейская армия           | 11-я гвардейская армия                  | 1 мая 1943 года                |
| 16-я армия (II)                                          | 10 июля 1943 года     | Особый стрелковый корпус Дальневосточного фронта                           | Сахалин → Курильские острова  |        | -                                | -                                       | Октябрь 1945 года              |
| 17-я армия                                               | 21 июня 1940 года     | 1-я армейская группа Забайкальского военного округа                        | Большой Хинган                |        | -                                | -                                       | Июль 1946 года                 |
| 18-я армия                                               | 25 июня 1941 года     | Харьковский военный округ                                                  | Проскуров → Прага             |        | -                                | -                                       | Май 1946 года                  |
| 19-я армия (I)                                           | 22 июня 1941 года     | Северо-Кавказский военный округ                                            | Витебск → Вязьма              |        | -                                | -                                       | 20 октября 1941 года           |
| 19-я армия (II)                                          | 4 апреля 1942 года    | Кандалакшская оперативная группа                                           | Кандалакша → Гдыня            |        | -                                | -                                       | июнь 1945 года                 |
| 20-я армия (I)                                           | 22 июня 1941 года     | Орловский военный округ                                                    | Орша → Вязьма                 |        | -                                | Западный фронт                          | 20 октября 1941 года           |
| 20-я армия (II)                                          | 30 ноября 1941 года   | Оперативная группа полковника Лизюкова                                     | Москва → Вязьма               |        | 3-й Прибалтийский фронт          | Резерв Ставки ВГК                       | 18 апреля 1944 года            |
| 21-я армия (I)                                           | 22 июня 1941 года     | Приволжский военный округ                                                  | Рогачёв → Сталинград          |        | 6-я гвардейская армия            | 6-я гвардейская армия                   | 1 мая 1943 года                |
| 21-я армия (II)                                          | 12 июля 1943 года     | 3-я резервная армия                                                        | Смоленск → Прага              |        | -                                | -                                       | Сентябрь 1945 года             |
| 22-я армия                                               | 22 июня 1941 года     | Уральский военный округ                                                    | Идрица → Курляндия            |        | -                                | -                                       | Август 1945 года               |
| 23-я армия                                               | Май 1941 года         | Ленинградский военный округ                                                | Ленинград → Выборг            |        | -                                | -                                       | 1957 год                       |
| 24-я армия (I)                                           | 24 июня 1941 года     | Сибирский военный округ                                                    | Ельня → Вязьма                |        | -                                | Западный фронт                          | 10 октября 1941 года           |
| 24-я армия (II)                                          | 8 декабря 1941 года   | Московский военный округ                                                   | Москва                        |        | 1-я резервная армия              |                                         | 4 января 1942 года             |
| 24-я армия (III)                                         | 20 мая 1942 года      | Оперативная группа Южного фронта                                           | Миллерово → Сальск            |        | 58-я армия (III)                 | 12-я армия (II) 37-я армия              | 28 августа 1942 года           |
| 24-я армия (IV)                                          | 1 сентября 1942 года  | 9-я резервная армия                                                        | Сталинград                    |        | 4-я гвардейская армия            | 4-я гвардейская армия                   | 5 мая 1943 года                |
| 25-я армия                                               | 20 июня 1941 года     | Дальневосточный фронт                                                      | Дальний Восток → Сэйсин       |        | -                                | -                                       | -                              |
| 26-я армия (I)                                           | Июль 1940 года        | Киевский Особый военный округ                                              | Проскуров → Киев              |        | -                                | Юго-Западный фронт                      | 25 сентября 1941 года          |
| 26-я армия (II)                                          | 10 октября 1941 года  | 1-й гвардейский стрелковый корпус                                          | Мценск                        |        | -                                | 50-я армия                              | 25 октября 1941 года           |
| 26-я армия (III)                                         | 30 октября 1941 года  | Приволжский военный округ                                                  | -                             |        | 2-я ударная армия                | 2-я ударная армия                       | 25 декабря 1941 года           |
| 26-я армия (IV)                                          | 4 апреля 1942 года    | Кемская оперативная группа                                                 | Кестеньга → Веспрем           |        | -                                | -                                       | Август 1945 года               |
| 27-я армия (I)                                           | 25 мая 1941 года      | Прибалтийский Особый военный округ                                         | Даугавпилс → Демянск          |        | 4-я ударная армия                | 4-я ударная армия                       | 25 декабря 1941 года           |
| 27-я армия (II)                                          | 1 июня 1942 года      | 11-й армия                                                                 | Демянск → Грац                |        | -                                | -                                       | Август 1946 года               |
| 28-я армия (I)                                           | 1 июля 1941 года      | Архангельский военный округ                                                | Рославль → Смоленск           |        | -                                | -                                       | 10 августа 1941 года           |
| 28-я армия (II)                                          | 15 ноября 1941 года   | Московский военный округ                                                   | Харьков → Валуйки             |        | 4-я танковая армия               | 57-я армия Сталинградский военный округ | 31 июля 1942 года              |
| 28-я армия (III)                                         | 9 сентября 1942 года  | Сталинградский военный округ                                               | Сталинград → Прага            |        | -                                | -                                       | -                              |
| 29-я армия                                               | 12 июля 1941 года     | 30-й стрелковый корпус                                                     | Торопец → Ржев                |        | 1-я танковая армия (II)          | 5-я армия (II) 20-я армия (II)          | 10 февраля 1943 года           |
| 30-я армия                                               | 13 июля 1941 года     | 52-й стрелковый корпус                                                     | Духовщина → Ржев              |        | 10-я гвардейская армия           | 10-я гвардейская армия                  | 1 мая 1943 года                |
| 31-я армия                                               | 16 июля 1941 года     | Московский военный округ                                                   | Осташков → Прага              |        | -                                | -                                       | Сентябрь 1945 года             |
| 32-я армия (I)                                           | 16 июля 1941 года     | Московский военный округ                                                   | Вязьма                        |        | -                                | 16-я армия (I) 19-я армия (I)           | 12 октября 1941 года           |
| 32-я армия (II)                                          | 10 марта 1942 года    | Медвежьегорская оперативная группа Масельская оперативная группа           | Медвежьегорск                 |        | -                                | Сентябрь 1945 года                      |                                |
| 33-я армия                                               | 16 июля 1941 года     | Московский военный округ                                                   | Спас-Деменск → Дессау         |        | -                                | -                                       | Август 1945 года               |
| 34-я армия                                               | 16 июля 1941 года     | Московский военный округ                                                   | Старая Русса                  |        | 4-я армия (III)                  | 1-я ударная армия                       | 15 января 1944 года            |
| 35-я армия                                               | 22 июля 1941 года     | 18-й стрелковый корпус                                                     | Дальний Восток                |        | -                                | -                                       | Октябрь 1945 года              |
| 36-я армия                                               | 1 августа 1941 года   | 12-й стрелковый корпус                                                     | Даурия → Цицикар              |        | -                                | -                                       | -                              |
| 37-я армия (I)                                           | 10 августа 1941 года  | Киевский укреплённый район                                                 | Киев                          |        | -                                | -                                       | 25 сентября 1941 года          |
| 37-я армия (II)                                          | 15 ноября 1941 года   | Южный фронт                                                                | Ростов-на-Дону → Бургас       |        | -                                | -                                       | -                              |
| 38-я армия (I)                                           | 15 ноября 1941 года   | Южный фронт                                                                | Черкассы → Балаклея           |        | 1-я танковая армия (I)           | 21-я армия (I)                          | 27 июля 1942 года              |
| 38-я армия (II)                                          | 3 августа 1942 года   | Оперативная группа генерала Чибисова                                       | Воронеж → Прага               |        | -                                | -                                       | -                              |
| 39-я армия                                               | 15 ноября 1941 года   | Архангельский военный округ                                                | Торжок → Маньчжурия           |        | -                                | -                                       | -                              |
| 40-я армия                                               | 26 августа 1941 года  | 27-й стрелковый корпус                                                     | Конотоп → Прага               |        | -                                | -                                       | Май 1946 года                  |
| 41-я армия                                               | 16 мая 1941 года      | Оперативная группа генерала Тарасова Оперативная группа генерала Берзарина | Ржев                          |        | Резервный фронт (III)            | 39-я армия 43-я армия                   | 9 апреля 1943 года             |
| 42-я армия                                               | 1 сентября 1941 года  | 50-й стрелковый корпус                                                     | Ленинград → Курляндия         |        | -                                | -                                       | Июнь 1945 года                 |
| 43-я армия                                               | 31 июля 1941 года     | 33-й стрелковый корпус                                                     | Ельня → Курляндия             |        | -                                | -                                       | Май 1946 года                  |
| 44-я армия                                               | 1 августа 1941 года   | 40-й стрелковый корпус                                                     | Керчь → Мелитополь            |        | -                                | 5-я ударная армия 28-я армия (III)      | 9 ноября 1943 года             |
| 46-я армия                                               | 1 августа 1941 года   | 3-й стрелковый корпус                                                      | Кавказ → Прага                |        | -                                | -                                       | 25 сентября 1945 года          |
| 47-я армия                                               | 1 августа 1941 года   | 28-й механизированный корпус                                               | Керчь → Бранденбург           |        | -                                | -                                       | 5 февраля 1946 года            |
| 48-я армия (I)                                           | 7 августа 1941 года   | Новгородская армейская оперативная группа                                  | Шимск → Ленинград             |        | -                                | 54-я армия                              | 20 сентября 1941 года          |
| 48-я армия (II)                                          | 20 апреля 1942 года   | 28-й механизированный корпус                                               | Новосиль → Фришес-Хафф        |        | -                                | -                                       | Сентябрь 1945 года             |
| 49-я армия                                               | 7 августа 1941 года   | 35-й стрелковый корпус                                                     | Калуга → Людвигслуст          |        | -                                | -                                       | Август 1945 года               |
| 50-я армия                                               | 16 августа 1941 года  | 2-й стрелковый корпус                                                      | Брянск → Кёнигсберг           |        | -                                | -                                       | Август 1945 года               |
| 51-я армия                                               | 20 августа 1941 года  | 9-й стрелковый корпус                                                      | Крым → Курляндия              |        | -                                | -                                       | -                              |
| 52-я армия (I)                                           | 28 августа 1941 года  | 25-й стрелковый корпус                                                     | Волхов                        |        | 4-я армия (II)                   | 4-я армия (II) 52-я армия (II)          | 26 сентября 1941 года          |
| 52-я армия (II)                                          | 28 сентября 1941 года | Северо-Западный фронт                                                      | Волхов → Прага                |        | -                                | -                                       | -                              |
| 53-я армия                                               | 1 мая 1942 года       | Южная группа войск 34-й армии (II)                                         | Демянск → Большой Хинган      |        | -                                | -                                       | Октябрь 1945                   |
| 54-я армия                                               | 7 августа 1941 года   | 44-й стрелковый корпус (1-го формирования)                                 | Волхов → Рига                 |        | -                                | 1-я ударная армия 61-я армия            | 31 декабря 1944 года           |
| 55-я армия                                               | 1 сентября 1941 года  | 19-й стрелковый корпус Оперативная группа генерала Лазарева                | Ленинград                     |        | 67-я армия (II)                  | 67-я армия (II)                         | 25 декабря 1943 года           |
| 56-я армия                                               | 17 октября 1941 года  | Северо-Кавказский военный округ                                            | Ростов-на-Дону → Керчь        |        | Приморская армия (II)            | Приморская армия (II)                   | 20 ноября 1943 года            |
| 57-я армия (I)                                           | 27 октября 1941 года  | Северо-Кавказский военный округ                                            | Ростов-на-Дону                |        | 68-я армия                       | Донской фронт                           | 1 февраля 1943 года            |
| 57-я армия (II)                                          | 27 апреля 1943 года   | 3-я танковая армия                                                         | Волчанск → Грац               |        | -                                | -                                       | -                              |
| 58-я армия (I)                                           | 10 ноября 1941 года   | Сибирский военный округ                                                    | -                             |        | 3-я танковая армия               | -                                       | Май 1942 года                  |
| 58-я армия (II)                                          | 25 июня 1942 года     | Калининский фронт                                                          | -                             |        | 39-я армия                       | -                                       | Август 1942 года               |
| 58-я армия (III)                                         | 30 августа 1942 года  | 24-я армия (III)                                                           | Моздок → Темрюк               |        | Приволжский военный округ        | -                                       | 15 ноября 1943 года            |
| 59-я армия                                               | 15 ноября 1941 года   | Сибирский военный округ                                                    | Волхов → Прага                |        | -                                | -                                       | -                              |
| 60-я армия (I)                                           | 15 ноября 1941 года   | Приволжский военный округ                                                  | -                             |        | 3-я ударная армия                | 3-я ударная армия                       | 25 декабря 1941 года           |
| 60-я армия (II)                                          | 7 июля 1942 года      | 3-я резервная армия                                                        | Воронеж → Прага               |        | -                                | -                                       | Август 1945 года               |
| 61-я армия                                               | 15 ноября 1941 года   | Приволжский военный округ                                                  | Москва → Берлин               |        | -                                | -                                       | Август 1945 года               |
| 62-я армия                                               | 10 июля 1942 года     | 7-я резервная армия                                                        | Сталинград                    |        | 8-я гвардейская армия            | 8-я гвардейская армия                   | 5 мая 1943 года                |
| 63-я армия (I)                                           | 10 июля 1942 года     | 5-я резервная армия                                                        | Сталинград                    |        | 1-я гвардейская армия (II)       | 1-я гвардейская армия (II)              | 4 ноября 1942 года             |
| 63-я армия (II)                                          | 27 апреля 1943 года   | 2-я резервная армия                                                        | Мценск → Гомель               |        | -                                | 3-я армия 49-я армия                    | 18 февраля 1944 года           |
| 64-я армия                                               | 10 июля 1942 года     | 1-я резервная армия                                                        | Сталинград → Белгород         |        | 7-я гвардейская армия            | 7-я гвардейская армия                   | 5 мая 1943 года                |
| 65-я армия (II)                                          | 22 октября 1942 года  | 4-я танковая армия (I)                                                     | Сталинград → Росток           |        | -                                | -                                       | Май 1946 года                  |
| 66-я армия                                               | 27 августа 1942 года  | 8-я резервная армия                                                        | Сталинград → Росток           |        | 5-я гвардейская армия            | 5-я гвардейская армия                   | 5 мая 1943 года                |
| 67-я армия (I)                                           | 10 октября 1942 года  | Невская оперативная группа (II)                                            | Ленинград                     |        | -                                | 2-я ударная армия                       | 25 декабря 1943 года           |
| 67-я армия (II)                                          | 25 декабря 1943 года  | 55-я армия                                                                 | Ленинград → Рига              |        | -                                | -                                       | Июль 1945 года                 |
| 68-я армия                                               | 1 февраля 1943 года   | 57-я армия (I)                                                             | Ловать → Смоленск             |        | -                                | 5-я армия (II)                          | 5 ноября 1943 года             |
| 69-я армия                                               | Февраль 1943 года     | 18-й стрелковый корпус                                                     | Новый Оскол → Магдебург       |        | -                                | -                                       | Август 1945 года               |
| 70-я армия                                               | Февраль 1943 года     | 18-й стрелковый корпус                                                     | Севск → Штеттин               |        | -                                | -                                       | Октябрь 1945 года              |
| Приморская армия (I)                                     | 20 июля 1941 года     | Приморская группа войск                                                    | Одесса → Севастополь          |        | -                                | -                                       | 7 июля 1942 года               |
| Приморская армия (II)                                    | 20 ноября 1943 года   | Северо-Кавказский фронт (II)                                               | Крым → Севастополь            |        | -                                | -                                       | Август 1945 года               |
| Ленинградская армия народного ополчения                  | 1 июля 1941 года      | -                                                                          | Ленинград                     |        | -                                | Ленинградский фронт                     | 20 августа 1942 года           |
| Резервная армия Южного фронта                            | 5 августа 1942 года   | -                                                                          | Днепропетровск                |        | 6-я армия (II)                   | 6-я армия (II)                          | 25 августа 1942 года           |
| Армейское резервное управление Черноморской группы войск | 10 января 1943 года   | Туапсинский оборонительный район                                           | Туапсе                        |        | 12-я армия (III)                 | 12-я армия (III)                        | 13 февраля 1943 года           |